# Topolany
Topolany (deutsch Topolan, früher Toppolan) ist eine Gemeinde in Tschechien. Sie liegt drei Kilometer östlich von Vyškov und gehört zum Okres Vyškov.

## Geographie
Topolany befindet sich am rechten Ufer des Flusses Haná in Mähren. Gegen Norden erstreckt sich die Hanna. Südlich erheben sich die Ausläufer der Litenčické vrchy mit den Kopaniny (342 m). An der südlichen Peripherie führt die Autobahn D1 vorbei; südwestlich von Topolany zweigt von dieser an der Abfahrt 230/1 die Schnellstraße R 46 ab, die westlich des Dorfes verläuft. Dort liegt die Abfahrt 2 Vyškov-východ. Nordwestlich befindet sich der Flugplatz Vyškov.
Nachbarorte sind Křižanovice u Vyškova im Norden, Hoštice-Heroltice im Nordosten, Trpinka und Rybníček im Osten, Moravské Málkovice, Boškůvky und Moravské Prusy im Südosten, Vážany, Manerov, Zouvalka und Terešov im Süden, Brňany, Křečkovice und Vyškov im Westen sowie Pazderna und Dědice im Nordwesten.

## Geschichte
Die erste urkundliche Erwähnung eines Dorfes Topolan erfolgte im Jahre 1107, jedoch ist nicht belegbar, dass es sich dabei um Topolany bei Vyškov handelt. Der älteste schriftliche Nachweis über das Dorf datiert aus dem Jahre 1349 als anteiliger Besitz der Brüder Jarohněv, Ruprecht und Stach von Buchlovice. Seit 1375 besaß das Kloster Pustiměř einen Teil des Dorfes. 1388 wurde in Topolany eine Pfarre eingerichtet, der die Dörfer Křížanovice, Heroltice und Rybníček zugewiesen wurden. Im 15. Jahrhundert gehörte der weltliche Anteil von Topolany nacheinander den Herren von Mělčany, von Bařice und ab 1447 den Zástřizl. 1521 erwarb das Kloster auch den Anteil der Herren von Zástřizl. 1588 hob Papst Sixtus V. das Benediktinerinnenkloster auf und die Klostergüter wurden an die dem Bistum Olmütz gehörige  Herrschaft Wischau angeschlossen. Im Jahre 1592 kaufte die Stadt Vyškov die Mühle in Topolany. Nach dem Dreißigjährigen Krieg erlosch die Pfarre und ab 1688 wurde ihre Verwaltung dem Pfarrer von Vyškov übertragen. 1761 begann der Bau einer neuen Kirche mit Friedhof. Sie erhielt einen anderen Standort, weil Kirche und Kaplanat bei Hochwassern der Haná oft überflutet waren. Mit der Einrichtung des Bistums Brünn wurde das Dekanat Wischau 1777 diesem zugeordnet. Nachdem seit 1786 auf dem alten Friedhof nicht mehr bestattet wurde, erfolgte 1792 seine Aufhebung und Umgestaltung zum Pfarrgarten. Im Jahre 1791 hatte das Dorf 362 Einwohner. Wegen der zunehmenden Hochwasserfluten in der ersten Hälfte des 19. Jahrhunderts erhielt die Haná ein neues Flussbett. 1854 lebten in der Gemeinde 359 Menschen.
Nach der Aufhebung der Patrimonialherrschaften bildete Topolany ab 1850 eine Gemeinde in der Bezirkshauptmannschaft Wischau. 1859 wurde die Pfarre Topolany erneuert, diese wurde 1862 als Teil des Dekanats Wischau dem Erzbistum Olmütz unterstellt. 1880 hatte das Dorf 469 Einwohner und 1921 waren es 460. Im Jahre 1980 wurde Topolany nach Hoštice-Heroltice und 1986 nach Vyškov eingemeindet. 1990 entstand die Gemeinde Topolany wieder.

## Gemeindegliederung
Für die Gemeinde Topolany sind keine Ortsteile ausgewiesen.

## Sehenswürdigkeiten

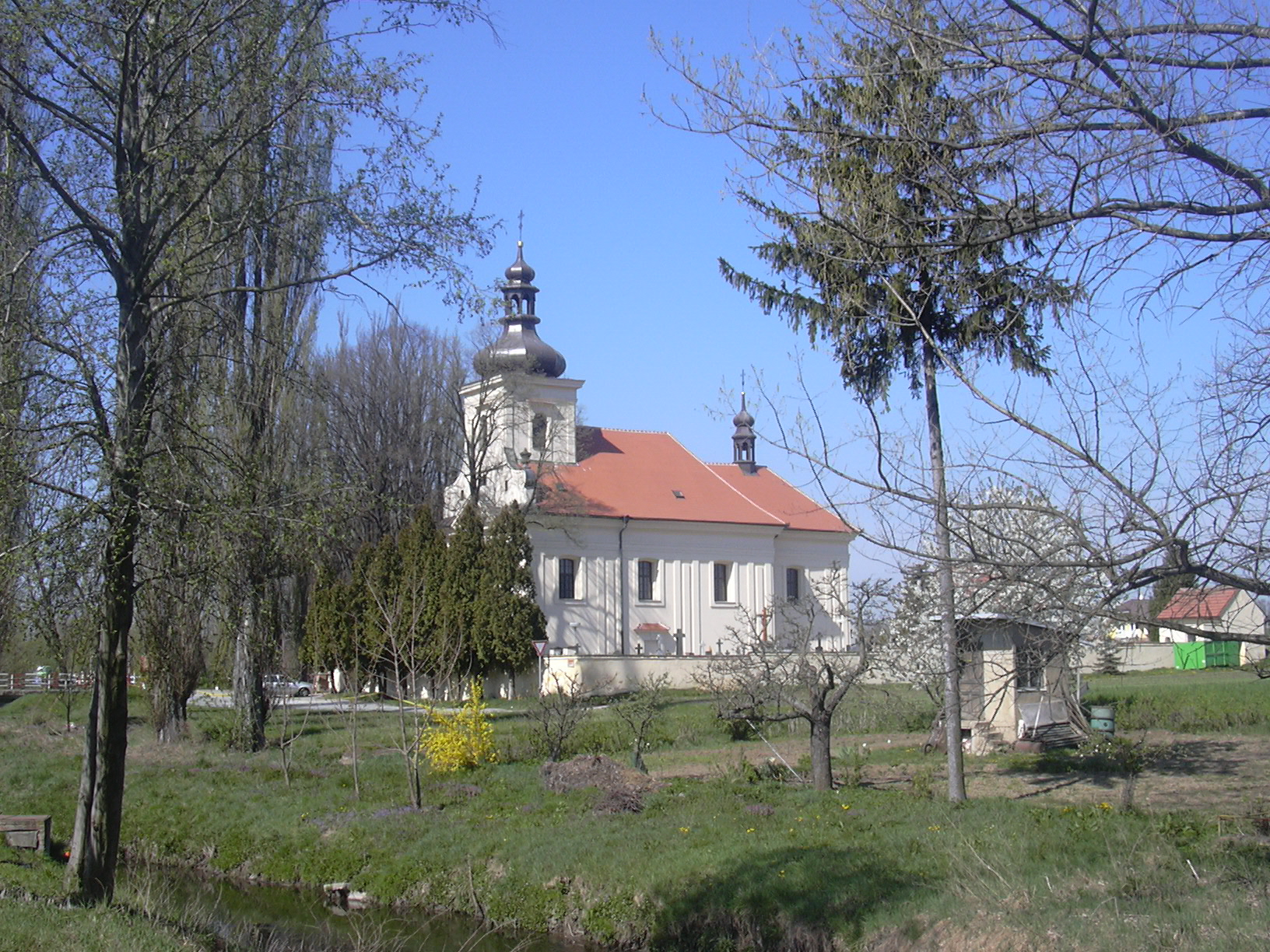
Kirche St. Nikolaus

- Pfarrkirche des hl. Nikolaus, der spätbarocke Bau entstand 1761–1766 am nördlichen Ortsende an der Haná
- Denkmal für die Opfer des Ersten Weltkrieges, errichtet 1923
- Gedenkstein für die gefallenen Rotarmisten, es entstand 1960 auf dem Friedhof
- Museum für Flug- und Militärtechnik (Muzeum letecké a vojenské techniky) am Flugplatz Vyškov mit ausgemusterten Kampfjets.
- Dinopark Vyškov, nordwestlich des Dorfes an der R 46

## Söhne und Töchter der Gemeinde
- František Vymazal (1841–1917), tschechischer Polyglott, Journalist und Autor
- Jan Sonnewend (1880–1942), der Vorsitzende des Kirchenrates der orthodoxen Kathedrale St. Cyrill und Method wurde im Zuge der Heydrichiade zusammen mit dem Bischof Gorazd und dem Erzpriester Václav Cikl hingerichtet.